# Birdman (Birdman)
Birdman è il primo eponimo album in studio del rapper statunitense Birdman, pubblicato nel 2002.

## Tracce
1. Bird Lady Talkin' (Intro) – 0:54
2. Looks Like a Job 4... – 4:26
3. Fly In Any Weather (featuring Jazze Pha) – 3:15
4. Ms. Bird Pageant (Part 1) – 0:40
5. Ms. Bird (featuring Mannie Fresh) – 3:39
6. I Got To (featuring Lil Wayne) – 4:14
7. Never Had Nothin' – 4:15
8. Baby You Can Do It (featuring Toni Braxton) – 4:19
9. Ms. Bird Live from Superdome – 1:08
10. What Happened to That Boy (featuring Clipse) – 4:17
11. On the Rocks (featuring The D Boys & Jazze Pha) – 4:50
12. How It Be (featuring Jermaine Dupri & TQ) – 3:09
13. Heads Up (featuring The D Boys) – 4:42
14. Hustlas, Pimps and Thugs (featuring 8Ball, Jazze Pha & TQ) – 4:56
15. Fly Away (featuring TQ) – 4:03
16. Say It Ain't So (featuring Boo & Gotti, Keith Murray & Mikkey) – 3:33
17. Ms. Bird Pageant (Part 3) – 1:41
18. Do That... (featuring P. Diddy, Mannie Fresh & Tateeze) – 5:01
19. Ice Cold (featuring TQ & Jazze Pha) – 4:26
20. Ms. Bird Pageant (Part 4) – 0:42
21. Ghetto Life (featuring Lil Wayne, Cam'ron & TQ) – 4:28
22. Keeps Spinnin (featuring T.I., Petey Pablo, TQ, Mannie Fresh, Stone, Wolf, Bizzy, Gilly & Mikkey) – 4:48

## Classifiche
| Classifica (2002) | Posizione raggiunta |
| ----------------- | ------------------- |
| Stati Uniti       | 24                  |